# Jean Sondeijker
Jean Jacques Sondeijker (Maastricht, 15 februari 1909 – aldaar, 13 november 1995) was een Nederlands beeldhouwer.

## Leven en werk
Sondeijker was een zoon van de huisschilder en graveur Gilles Hubertus (Jules) Sondeijker (1865-1950) en Maria Anna Willems (1868-1960). Hij werd opgeleid aan de Middelbare Kunstnijverheidsschool van Maastricht, als leerling van de beeldhouwer Charles Vos. Sondeijker exposeerde vanaf eind juli 1938 tot in de Tweede Wereldoorlog meerdere malen in 'De Oude Brug', Onze Lieve Vrouwekade 10-12. Ook nam hij deel aan groepstentoonstellingen van andere jonge Limburgse kunstenaars, zoals Pierre Daems en Ger Lataster in Meerssen (1940) en in het Dinghuis (1941) in Maastricht.

## Werken (selectie)
- Sint Bernardus (1946), hoek Sint Bernardusstraat / O.L. Vrouweplein, Maastricht
- Onze Lieve Vrouw Sterre der Zee, Koningin van de Vrede (1947), Sint-Jacobstraat / Vrijthof, Maastricht
- mijnwerkersmonument (1949), Heerlerheide
- Oorlogsmonument (1951) op het Schildersplein, Maastricht
- Luikse perroen (1955) op het Vrijthof, Maastricht. In samenwerking met Jean Huysmans.
- Sint Odilia (1957), Pastoor Thissenplein, Sweikhuizen
- gevelreliëfs (1958) van Jezus met het heilige boek en de neerdalende Heilige Geest aan de H. Guliëlmuskerk in Wittevrouwenveld (Maastricht)
- gevelbeelden (1958) van bisschop Guillaume Lemmens en Paus Pius X aan de H. Guliëlmuskerk in Wittevrouwenveld (Maastricht)
- Reynaert de Vos (1959), Criekenput in Malpertuis (Maastricht)

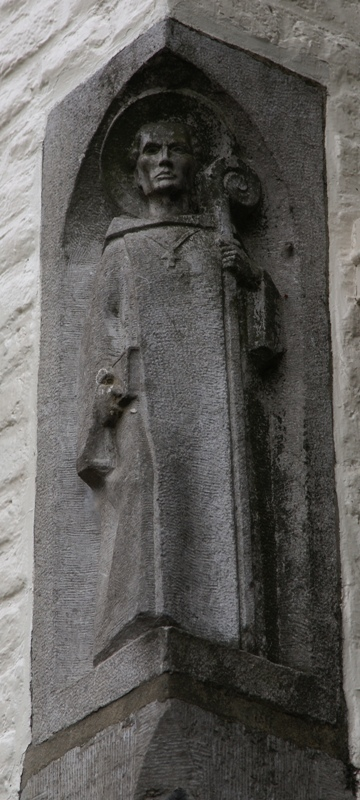
Sint Bernardus
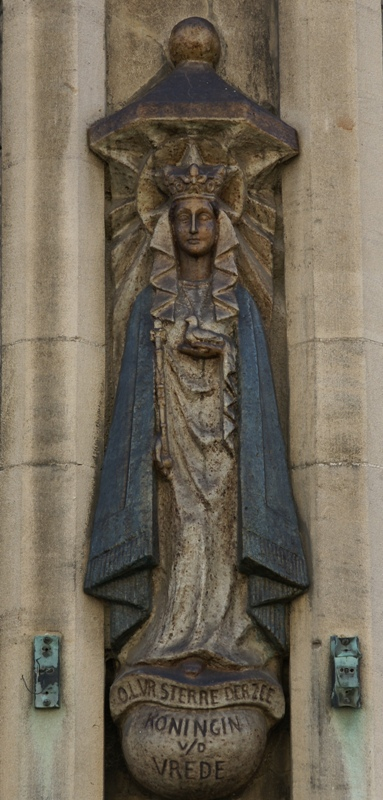
O.L.V. Sterre der Zee
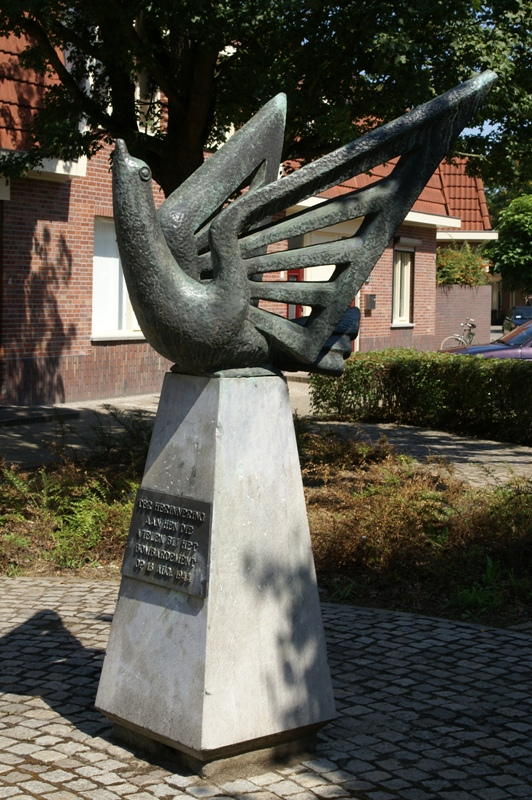
Oorlogsmonument op het Schildersplein
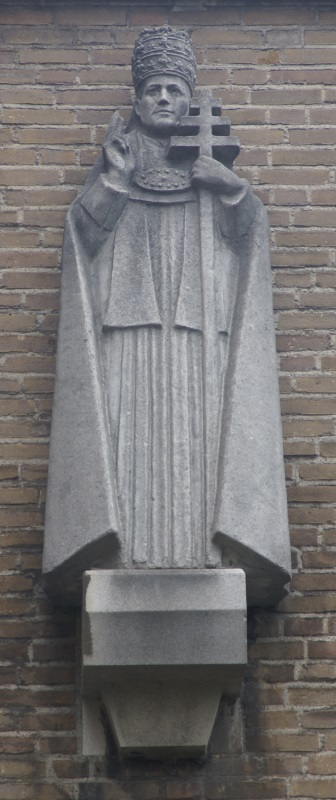
Pius X
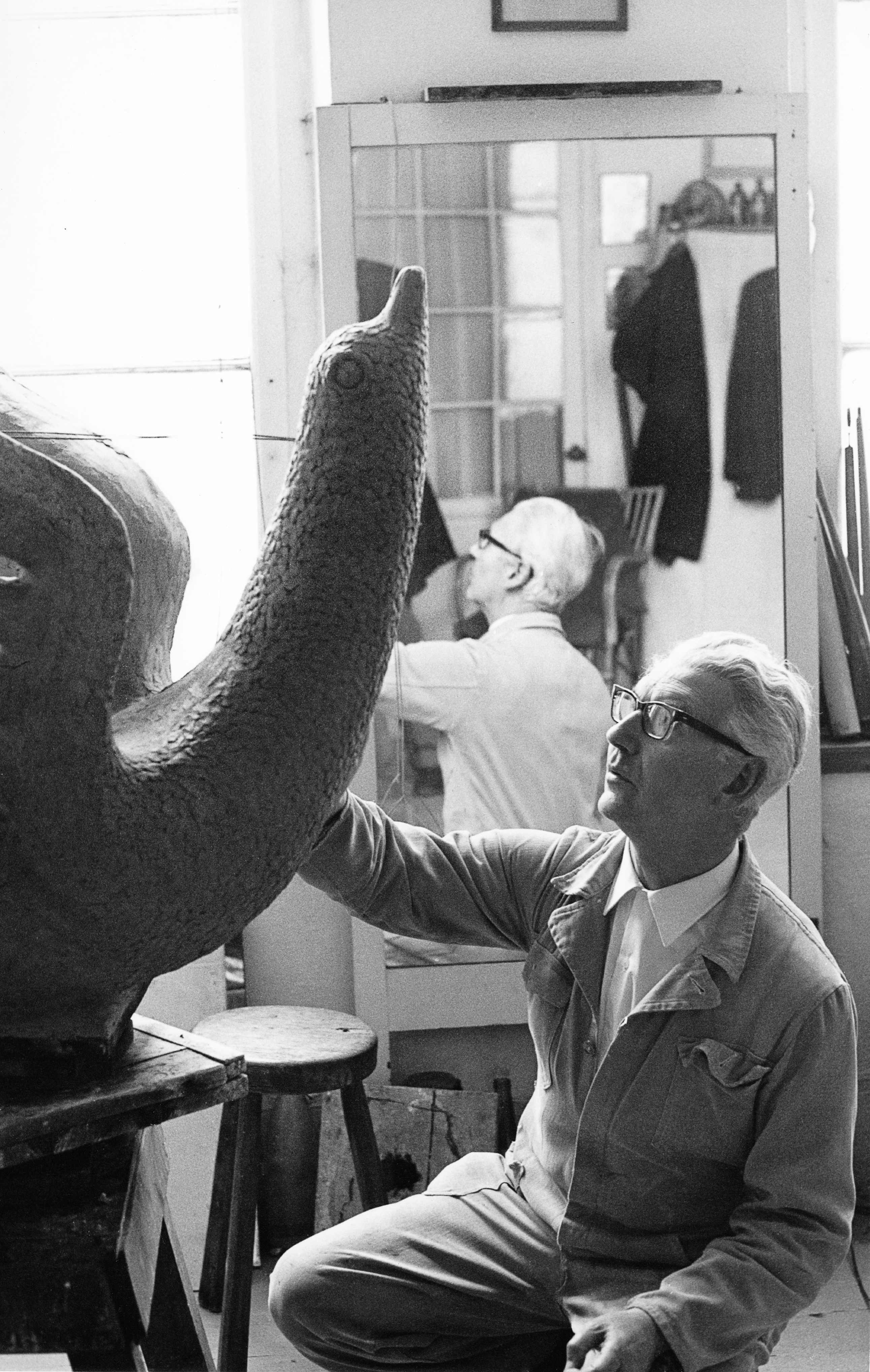
Jean Sondeijker ontwerpt het oorlogsmonument Schildersplein Maastricht

- RKD-Nederlands Instituut voor Kunstgeschiedenis: 109243